# Antrim (hrabstwo Hillsborough)
Antrim – jednostka osadnicza w Stanach Zjednoczonych, w stanie New Hampshire, w hrabstwie Hillsborough.